# Trygve Christophersen
Trygve Olav Christophersen (11 maggio 1949) è un ex calciatore norvegese, di ruolo centrocampista.

## Carriera

### Club
Christophersen iniziò la carriera con la maglia del Lyn Oslo. Esordì in squadra il 9 giugno 1967, nella sfida valida per l'edizione stagionale della Coppa di Norvegia contro il Sagene. Debuttò nella massima divisione norvegese in data 28 aprile 1968, schierato nella sconfitta per 2-1 in casa del Viking. Il 9 settembre successivo arrivò la sua prima rete, nel successo per 1-4 sul Fredrikstad. Vinse due edizioni della Norgesmesterskapet e un campionato, con questa maglia (il Lyn Oslo centrò il double nel 1968). Vestì in seguito le casacche di Lillestrøm, Strømmen e Lørenskog.

### Nazionale
Conta 7 presenze e 6 reti per la Norvegia under 21.

## Palmarès

### Club

#### Competizioni nazionali
- Campionato norvegese: 1

Lyn Oslo: 1968
- Coppa di Norvegia: 2

Lyn Oslo: 1967, 1968